# 費多西伊夫卡 (克拉斯尼奧克尼區)
47°32′23″N 29°11′7″E / 47.53972°N 29.18528°E
費多西伊夫卡（烏克蘭語：Федосіївка）是位於烏克蘭西南部的村莊，由敖德萨州波季利斯克区的奧克尼市鎮負責管轄。該村始建於1840年，面積2.91平方公里，海拔高度54米，2001年人口420，人口密度每平方公里144.33人。